# Бубнівка (Сатанівська селищна громада)
Бу́бнівка — село в Україні, у Сатанівській селищній територіальній громаді Хмельницького району Хмельницької області. Населення становить 400 осіб.

## Населення

### Мова
Розподіл населення за рідною мовою за даними :
| Мова       | Кількість | Відсоток |
| ---------- | --------- | -------- |
| українська | 455       | 99.34%   |
| російська  | 3         | 0.66%    |
| Усього     | 458       | 100%     |

## Символіка
Затверджена 14 лютого 2018р. рішенням №5 XVII сесії сільської ради VII скликання. Автор - П.Б.Войталюк.

### Герб
Щит розтятий зеленим і лазуровим, з срібною вирізаною ступінчастою, мурованою чорним, базою. В щиті золоте пробите кільце з трьома золотими хрестами, що виходять із нього вилоподібно. В правому верхньому куті золоте шістнадцятипроменеве сонце, у лівому верхньому золота шестипроменева зірка, супроводжувана внизу півмісяцем в балку, ріжками догори. Щит вписаний у декоративний картуш і увінчаний золотою сільською короною. Унизу картуша напис "БУБНІВКА" і дата "1755".
Золоте кільце з хрестами – символ роду Липінських. Сонце – символ Поділля, вирізана база – символ кар`єру.

### Прапор
Квадратне полотнище поділене на дві рівновеликі вертикальні смуги – древкову зелену і вільну синю, з білою нижньою горизонтальною, вирізаною ступінчастою, мурованою чорним, шириною в 1/3 від висоти прапора. В центрі жовте пробите кільце з трьома жовтими хрестами, що виходять із нього вилоподібно.

## Галерея

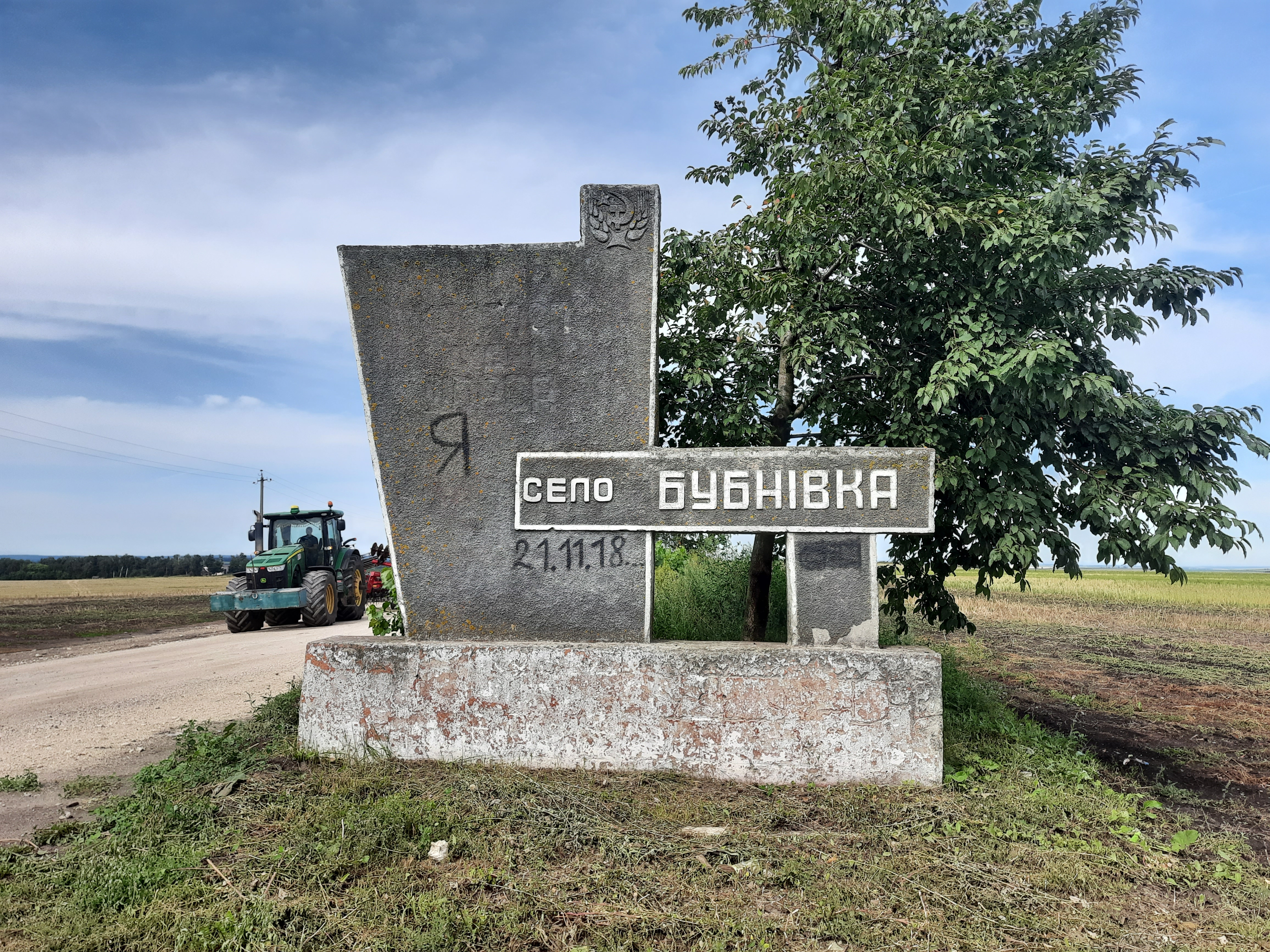
Стела при в'їзді в село
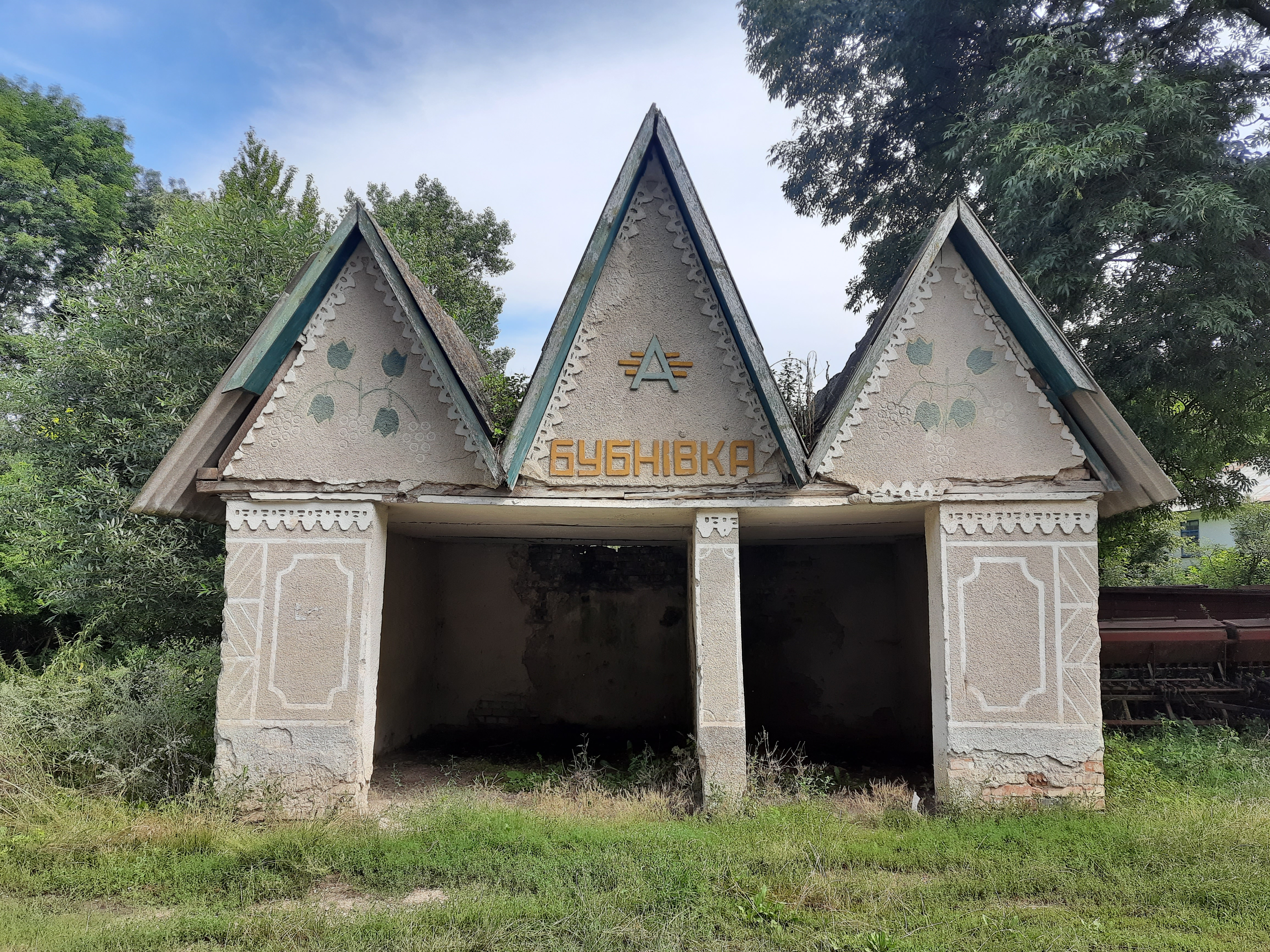
Автобусна зупинка в селі
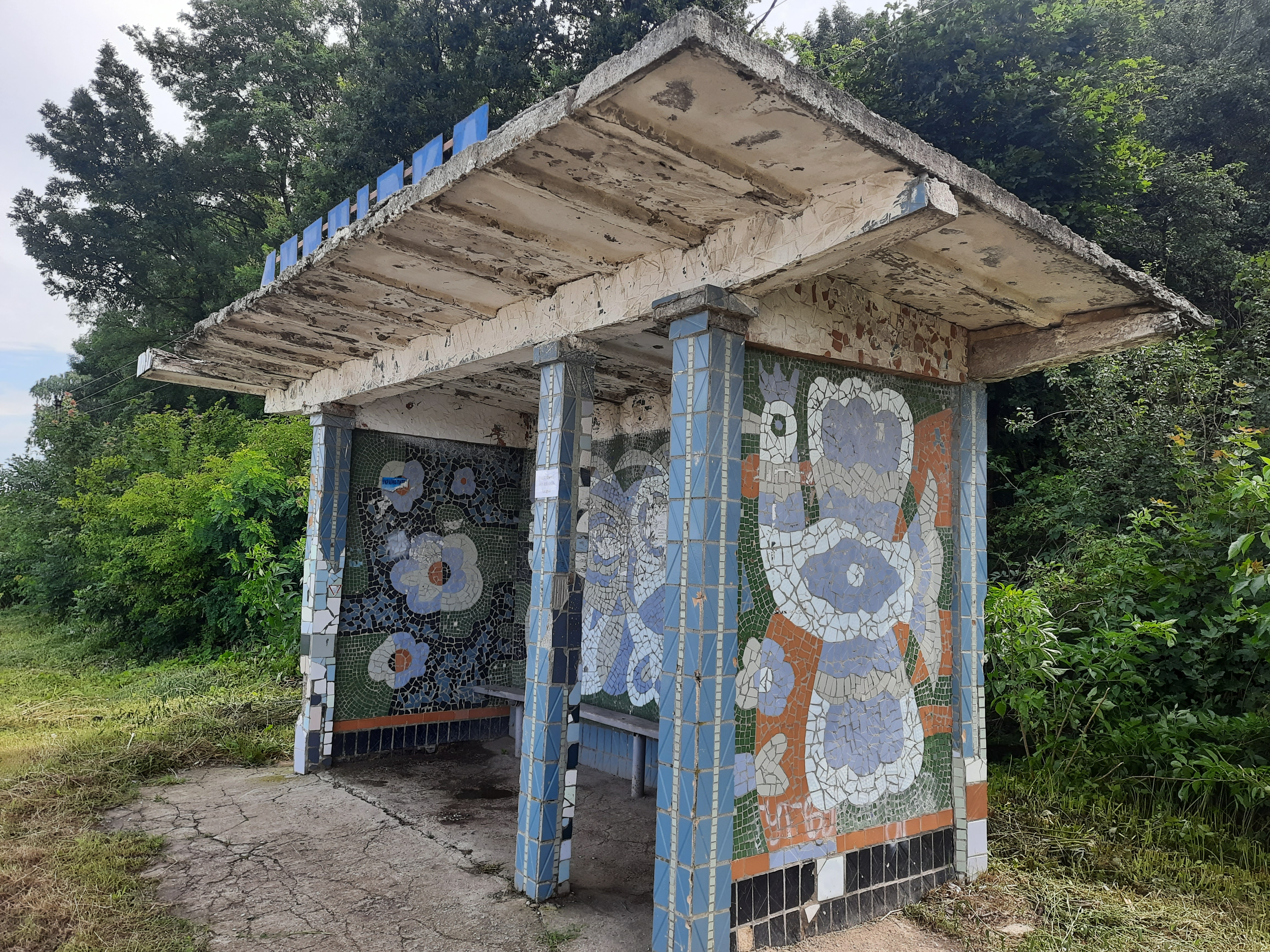
Автобусна зупинка на трасі біля села